# Kostel svatého Jakuba Staršího (Ostrov nad Oslavou)
Kostel svatého Jakuba Staršího (též Většího) je farním kostelem římskokatolické farnosti Ostrov nad Oslavou ve žďárském děkanství brněnské diecéze. Je chráněn jako kulturní památka České republiky.

## Historie
Kostel je poprvé písemně připomínán v roce 1370, kdy byl pod patronátem cisterciáků z kláštera Fons Beatae Mariae Virginis ve Žďáře nad Sázavou. Přestavěn byl v roce 1885 a od té doby byl jeho areál upravován pouze minimálně – v roce 1953 byla jeho věž zvýšena o pět metrů.

## Architektonická podoba
Kostel je obdélná jednolodní stavba se zúženým, trojboce uzavřeným presbytářem. Nad vstupem do kostela se nachází nízký sanktusník. Kostel obklopuje hřbitov, ohrazený zdí, která původně měla i fortifikační význam. Kostelní věž má podobu samostatně stojící zvonice, začleněné do obvodu ohradní zdi hřbitova. Zvonice byla v 50. letech 20. století zvýšena o nástavbu s hodinami. Tehdy byla také původní barokní střecha nahrazena jednodušší střechou jehlancovou. Areál vykazuje podobnost s kostelem svatého Bartoloměje v nedalekém Radostíně nad Oslavou.